# Herbert Goldstein
Herbert Goldstein, ameriški fizik, * 26. junij 1922, Bronx, New York, New York, ZDA, † 12. januar 2005, New York.
Goldstein je napisal standardni učbenik Klasična mehanika (Classical Mechanics), ki je zelo cenjen na tem področju. Prevedli so ga v devet jezikov. Tridesetlet je veljal za standard poučevanja klasične mehanike. Charles Poole in John Safko sta ga za 2. izdajo posodobila, da ustreza sodobnemu fizikalnemu učnemu načrtu.
Goldstein je diplomiral na Mestnem kolidžu New Yorka leta 1940. Doktoriral je leta 1943 na MIT.
Bil je ustanovni član in predsednik Zveze ortodoksnih judovskih znanstvenikov. Goldstein je bil častni profesor Oddelka za jedrske znanosti in inženirstvo Univerze Columbia v New Yorku. Bil je svetovalec Narodnih laboratorijev v Oak Ridgeu in Brookhavenu, član Ameriškega fizikalnega društva (APS). 
Njegova žena Channa ga je preživela. Imela sta tri otroke in deset pravnukov.